# Lijst van stadssecretarissen van Brugge
De stadssecretaris van Brugge speelde steeds een belangrijke rol in het bestuur van de historische stad. 

## Ancien régime
Vanaf het ontstaan van de stad was er een stedelijke administratie die, naast de politieke verkozen leiders, een administratief hoofd had, die gewoonlijk 'pensionaris' werd genoemd.

## Vanaf 1800
De nieuwe gemeentelijke organisatie die onder het Consulaat tot stand kwam, stelde een gemeentesecretaris aan het hoofd van iedere gemeentelijke administratie. 
De gemeente- of stadssecretaris maakt steeds (met raadgevende stem) deel uit van het college van burgemeester en schepenen, stelt de dagorde voor en maakt het verslag van de zitting op. Hij woont als lid van het schepencollege de zittingen van de gemeenteraad bij en stelt het verslag van de zittingen op.

## De stadssecretarissen van Brugge
- 1800-1838: Pierre-Jacques Scourion (1767-1838)
- 1838-1862: Vincent Deljoutte (1814-1862)
- 1863-1904: Louis Thooris (1828-1913)
- 1904-1921: Camiel Debandt (1869-1952)
- 1921-1951: Antoine Delva (1893-1951)
- 1951-1970: Joseph Bernolet (1914-2012)

De fusie van Brugge met zijn randgemeenten werd effectief vanaf 1 januari 1971. De stadssecretarissen waren van toen af:
- 1971-1979: Joseph Bernolet
- 1979-1986: Raoul Lombaerts (1921-2014), voormalig gemeentesecretaris van Sint-Andries
- 1986-1996: Eddy De Meyere, voormalig gemeentesecretaris van Sint-Michiels
- 1996-2004: Fernand Devriese (1941- )
- 2004-2018: Johan Coens (1960- )
- 2019-heden: Colin Beheydt